# Time Flies... 1994-2009
Time Flies... 1994-2009 é uma coletânea da banda britânica Oasis, lançada em 14 de junho de 2010.
Contém todos os 27 singles lançados pela banda entre 1994 a 2009. O disco traz as canções "Whatever" e "Lord Don't Slow Me Down", que nunca haviam aparecido em um álbum do Oasis. "Sunday Morning Call" não está listado em qualquer parte da obra, mas aparece como uma faixa escondida do disco 2 da versão britânica, na versão americana a faixa escondida é "Champagne Supernova" e no Japão "Don't Go Away".
Cinco diferentes versões do álbum foram lançadas: CD duplo, DVD com os videoclipes dos singles, Deluxe Box Set, 5LP Box Set e iTunes Deluxe Edition - Áudio da apresentação ao vivo da banda no iTunes Festival 2009.

## Faixas

### Disco 1
| N.º | Título                       | Álbum original                           | Duração |  |
| 1.  | "Supersonic"                 | Definitely Maybe (1994)                  | 4:44    |  |
| 2.  | "Roll With It"               | (What's the Story) Morning Glory? (1995) | 3:59    |  |
| 3.  | "Live Forever"               | Definitely Maybe (1994)                  | 4:37    |  |
| 4.  | "Wonderwall"                 | (What's the Story) Morning Glory? (1995) | 4:19    |  |
| 5.  | "Stop Crying Your Heart Out" | Heathen Chemistry (2002)                 | 5:03    |  |
| 6.  | "Cigarettes & Alcohol"       | Definitely Maybe (1994)                  | 4:48    |  |
| 7.  | "Songbird"                   | Heathen Chemistry (2002)                 | 2:08    |  |
| 8.  | "Don't Look Back in Anger"   | (What's the Story) Morning Glory? (1995) | 4:48    |  |
| 9.  | "The Hindu Times"            | Heathen Chemistry (2002)                 | 3:46    |  |
| 10. | "Stand by Me"                | Be Here Now (1997)                       | 5:57    |  |
| 11. | "Lord Don't Slow Me Down"    | Nenhum Álbum Único (2007)                | 3:18    |  |
| 12. | "Shakermaker"                | Definitely Maybe (1994)                  | 5:08    |  |
| 13. | "All Around the World"       | Be Here Now (1997)                       | 9:20    |  |

### Disco 2
| N.º | Título                                  | Álbum original                            | Duração |  |
| 1.  | "Some Might Say"                        | (What's the Story) Morning Glory? (1995)  | 5:29    |  |
| 2.  | "The Importance of Being Idle"          | Don't Believe the Truth (2005)            | 3:40    |  |
| 3.  | "D'You Know What I Mean?"               | Be Here Now (1997)                        | 7:42    |  |
| 4.  | "Lyla"                                  | Don't Believe the Truth (2005)            | 5:10    |  |
| 5.  | "Let There Be Love"                     | Don't Believe the Truth (2005)            | 5:32    |  |
| 6.  | "Go Let it Out"                         | Standing on the Shoulder of Giants (2000) | 4:42    |  |
| 7.  | "Who Feels Love?"                       | Standing on the Shoulder of Giants (2000) | 5:44    |  |
| 8.  | "Little by Little"                      | Heathen Chemistry (2002)                  | 4:53    |  |
| 9.  | "The Shock of the Lightning"            | Dig Out Your Soul (2008)                  | 5:00    |  |
| 10. | "She Is Love"                           | Heathen Chemistry (2002)                  | 3:12    |  |
| 11. | "Whatever"                              | Nenhum Álbum Único (1994)                 | 6:21    |  |
| 12. | "I'm Outta Time"                        | Dig Out Your Soul (2008)                  | 4:10    |  |
| 13. | "Falling Down"                          | Dig Out Your Soul (2008)                  | 4:20    |  |
| 14. | "Sunday Morning Call (Faixa escondida)" | Standing on the Shoulder of Giants (2000) | 5:13    |  |

Lançado apenas no Japão
| Lista de faixas |                                              |                    |         |  |
| N.º             | Título                                       | Álbum original     | Duração |  |
| 14.             | "Don't Go Away (Inclui uma faixa escondida)" | Be Here Now (1997) | 12:03   |  |

Lançado apenas nos Estados Unidos
| Lista de faixas |                       |                                          |         |  |
| N.º             | Título                | Álbum original                           | Duração |  |
| 1.              | "Champagne Supernova" | (What's the Story) Morning Glory? (1995) | 7:32    |  |

### Disco 4:iTunes Live: London Festival
| N.º | Título                                   | Álbum original                                 | Duração |  |
| 1.  | "Fuckin' in the Bushes" (Live 2009)      | Standing on the Shoulder of Giants (2000)      | 1:43    |  |
| 2.  | "Rock 'N' Roll Star" (Live 2009)         | Definitely Maybe (1994)                        | 5:19    |  |
| 3.  | "Lyla" (Live 2009)                       | Don't Believe the Truth (2005)                 | 4:57    |  |
| 4.  | "The Shock of the Lightning" (Live 2009) | Dig Out Your Soul (2008)                       | 5:05    |  |
| 5.  | "Cigarettes & Alcohol" (Live 2009)       | Definitely Maybe (1994)                        | 4:07    |  |
| 6.  | "Roll With It" (Live 2009)               | (What's the Story) Morning Glory? (1995)       | 3:44    |  |
| 7.  | "Waiting for the Rapture" (Live 2009)    | Dig Out Your Soul (2008)                       | 3:24    |  |
| 8.  | "The Masterplan" (Live 2009)             | The Masterplan (1998)                          | 4:51    |  |
| 9.  | "Songbird" (Live 2009)                   | Heathen Chemistry (2002)                       | 2:11    |  |
| 10. | "Slide Away" (Live 2009)                 | Definitely Maybe (1994)                        | 6:04    |  |
| 11. | "Morning Glory" (Live 2009)              | (What's the Story) Morning Glory? (1995)       | 4:38    |  |
| 12. | "My Big Mouth" (Live 2009)               | Be Here Now (1997)                             | 4:23    |  |
| 13. | "Half the World Away" (Live 2009)        | b-side do single "Whatever" (1994)             | 4:00    |  |
| 14. | "I'm Outta Time" (Live 2009)             | Dig Out Your Soul (2008)                       | 4:20    |  |
| 15. | "Wonderwall" (Live 2009)                 | (What's the Story) Morning Glory? (1995)       | 4:09    |  |
| 16. | "Supersonic" (Live 2009)                 | Definitely Maybe (1994)                        | 5:00    |  |
| 17. | "Live Forever" (Live 2009)               | Definitely Maybe (1994)                        | 5:24    |  |
| 18. | "Don't Look Back in Anger" (Live 2009)   | (What's the Story) Morning Glory? (1995)       | 5:05    |  |
| 19. | "Champagne Supernova" (Live 2009)        | (What's the Story) Morning Glory? (1995)       | 7:21    |  |
| 20. | "I Am the Walrus"                        | b-side do single "Cigarettes & Alcohol" (1994) | 8:31    |  |